# Сукуруйська печера
Сукуруйська (рос. Сукуруйская) — печера в Башкортостані, Росія. Печера горизонтального типу простягання. Загальна протяжність — 123 м. Глибина печери становить 10 м. Категорія складності проходження ходів печери — 2Б. Печера відноситься до Бельсько-Нугуського району Південної області Західноуральської спелеологічної провінції.